# Strynzelbach
Der Strynzelbach beginnt bei Herrenmühle am Herrenmühlengraben im Gebiet der Stadt Ziesar im Landkreis Potsdam-Mittelmark. Er entwässert nach Norden in die Buckau.

## Verlauf
Vom Herrenmühlengraben bei Herrenmühle, einem Entwässerungsgraben, etwa 50 Meter vor dessen Mündung in die Buckau beginnt der Strynzelbach. Er verläuft östlich Bücknitz über etwa anderthalb Kilometer parallel zur Buckau. Der Verlauf ist weitgehend grabenartig ausgebaut. Das Einzugsgebiet beträgt etwa 0,68 Quadratkilometer. Östlich Bücknitz mündet der Strynzelbach in die Buckau ein. Im Verlauf des Baches befinden sich mehrere Wehre. Er liegt vollständig im FFH-Gebiet Buckau und Nebenfließe.